# Comitatul Stark, Illinois
Comitatul Stark (în engleză Stark County) este un comitat din statul Illinois, Statele Unite ale Americii. Conform recensământului din 2010, a avut o populație de 5.994 de locuitori. Satul său este Toulon.

## Istoric
Județul Stark a fost format în 1839 din județele Knox și Putnam. A fost numit pentru generalul colonel John Stark (28 august 1728 - 8 mai 1822) care a servit în armata continentală americană în timpul războiului revoluționar american. A devenit cunoscut sub numele de "erou al lui Bennington" pentru serviciul său exemplar la bătălia de la Bennington în 1777.

## Geografie
Potrivit Biroului de recensământ din S.U.A., județul are o suprafață totală de 750 km2, dintre care 750 km2 este terenul și 0,7 km2 (0,1%) este apa.

### Clima și vremea
În ultimii ani, temperaturile medii din scaunul din județul Toulon au variat de la un nivel scăzut de 10 ° F (-12 ° C) în ianuarie până la un maxim de 29 ° C în iulie, deși un record de - 32 ° C a fost înregistrat în ianuarie 1999, iar în iulie 1983 a fost înregistrat un nivel record de 40 ° C. Precipitațiile lunare medii au variat de la 1,41 inchi (36 mm) în februarie la 4,46 țoli ( 113 mm) în luna iunie.

## Demografie
Începând cu recensământul din Statele Unite din 2010, au fost 5994 de persoane, 2.425 de gospodării și 1.673 de familii care locuiau în județ. Densitatea populației a fost de 20,8 locuitori pe mile pătrat (8,0 / km2). Au fost 2674 unități de locuit la o densitate medie de 9,3 pe mile pătrat (3,6 / km2). Raspunsul rasial al judetului a fost 97,7% alb, 0,5% negru sau african american, 0,3% asiatic, 0,2% indian american, 0,3% din alte rase si 1,0% din doua sau mai multe curse. Cei de origine hispanică sau latino reprezentau 1,0% din populație. În ceea ce privește strămoșii, 33,5% erau germani, 15,5% erau irlandezi, 13,8% erau englezi, 10,8% erau americani, iar 9,8% erau suedezi.
Din cele 2.425 de gospodării, 28.9% aveau copii cu vârsta sub 18 ani, 56.6% erau cupluri căsătorite, 8.0% aveau o gospodărie feminină fără prezență de soț, 31.0% non-familii și 26.8% au fost alcătuite din indivizi. Dimensiunea medie a gospodăriei a fost de 2,43, iar mărimea medie a familiei a fost de 2,93. Vârsta medie a fost de 43,8 ani.
Venitul mediu pentru o gospodărie în județ a fost de 49.195 dolari, iar venitul mediu pentru o familie a fost de 62.681 dolari. Masculii aveau un venit mediu de 44.931 dolari, față de 29.621 dolari pentru femei. Venitul pe cap de locuitor pentru județ a fost de 25.311 de dolari. Aproximativ 7,6% din familii și 11,2% din populație erau sub limita sărăciei, inclusiv 17,0% dintre cei sub 18 ani și 4,8% dintre cei cu vârsta de 65 de ani sau mai mult.
|  | Graficele sunt indisponibile din cauza unor probleme tehnice. Mai multe informații se găsesc la Phabricator și la wiki-ul MediaWiki. |

Date: Wikidata - grafică realizată de Wikipedia